# Wiktor Onysko

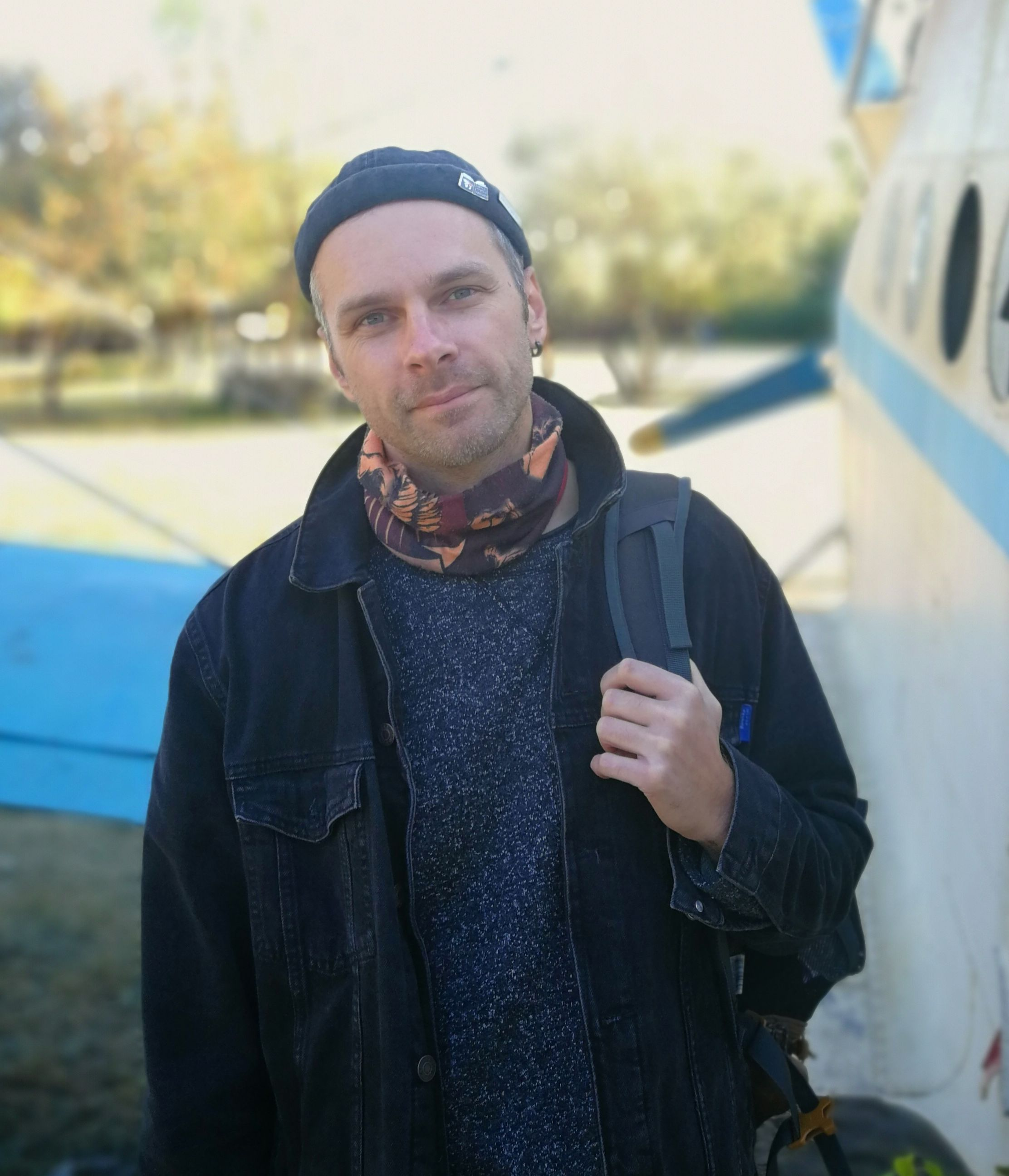
Wiktor Onysko

Wiktor Petrowytsch Onysko (ukrainisch Віктор Петрович Онисько; * 17. Dezember 1982 in Kiew; † 30. Dezember 2022 nahe Soledar, Oblast Donezk) war ein ukrainischer Filmeditor, der während des russisch-ukrainischen Krieges getötet wurde.

## Leben und Wirken
Wiktor Onysko hat an mehr als 20 ukrainischen Filmen und Fernsehserien mitgewirkt Sein Debüt als Filmeditor gab er 2006 in der Fernsehserie Dead. Alive. Dangerous. Anschließend schnitt er 2014 dem Film Motylki. 2017 war er für den Film Roses: Film-Cabaret.
Nach dem Beginn des russischen Überfalls im Jahr 2022 meldete sich Onysko am 4. März zu den Streitkräften der Ukraine. Er kämpfte in der Region Cherson und dann im Donbas in Richtung Bachmut. Er hatte den Rang eines Unterleutnants und das Rufzeichen „Tarantino“. Im Dezember 2022 wurde Wiktor in der Nähe von Soledar bei einem Einsatz getötet.
Onysko hinterließ seine Frau und eine neunjährige Tochter. Anfang 2023 erschien die Kurzfolge Last Shooting: Victor Onysko aus der Serie Ukraine on Fire 2, die dem Filmeditor gewidmet ist.

## Filmografie (Auswahl)
- 2006: Dead. Alive. Dangerous
- 2014: Motylki
- 2015: Red Sniper – Die Todesschützin
- 2017: The Fall of Lenin
- 2017: Das Portal – Eine Reise durch die Zeit
- 2019: The Rising Hawk
- 2019: U311 Cherkasy
- 2019: Cold Blood Legacy
- 2020: Viddana
- 2021: Roses: Film-Cabaret